# Isländische Eishockeyliga 2024/25
Die Saison 2024/25 war die 33. Spielzeit der isländischen Eishockeyliga, der höchsten isländischen Eishockeyspielklasse. Neuer Meister wurde Skautafélag Akureyrar, der im Finale Skautafélag Reykjavíkur mit 3:0 Spielen besiegen konnte.

## Modus
Insgesamt nahmen vier Mannschaften an der Meisterschaft teil. Insgesamt traf jedes Team sechs Mal auf jedes andere Team, sodass 18 Spieltage absolviert wurden. Für einen Sieg in der regulären Spielzeit gab es drei, für einen Sieg in der Overtime zwei, für eine Niederlage in der Overtime einen und für eine Niederlage in der regulären Spielzeit keine Punkte.
Für die Finalserie sind die beiden bestplatzierten Mannschaften nach 18 Spieltagen qualifiziert. Sie spielen dort in einem Best-of-Five-Modus den isländischen Meister aus.

## Hauptrunde
| Pl. |                           | Sp | S  | OTS | OTN | N  | Tore  | Punkte |
| 1.  | Skautafélag Akureyrar     | 18 | 11 | 2   | 1   | 4  | 77:60 | 38     |
| 2.  | Skautafélag Reykjavíkur   | 18 | 9  | 1   | 2   | 6  | 89:67 | 31     |
| 3.  | Ungmennafélagið Fjölnir   | 18 | 7  | 3   | 1   | 7  | 78:64 | 28     |
| 4.  | Skautafélag Hafnarfjörður | 18 | 3  | 0   | 2   | 13 | 44:97 | 11     |

Sp = Spiele, S = Siege, OTS = Overtime-Siege, OTN = Overtime-Niederlage, N = Niederlagen

## Finale
- Skautafélag Akureyrar – Skautafélag Reykjavíkur 3:0 (7:4, 3:1, 6:1)